# Breugelse Beemden
De Breugelse Beemden (of: Breughelsche Beemden) is een Nederlands natuurgebied ten zuiden van Breugel en ten westen van de buurtschap Stad van Gerwen. Het deel ten zuiden van het Wilhelminakanaal is voor een groot deel in bezit van de Stichting Brabants Landschap.
De Breugelse Beemden is een kleinschalig landschap met vochtige weiden, afgewisseld met perceeltjes broekbos. Op een aantal plaatsen is in 2008 de teeltlaag weggeschraapt waardoor voedselarmer omstandigheden ontstaan. Verder is er een drassig gebiedje gecreëerd waar veel watervogels vertoeven.
Het relatief laaggelegen gebied was vroeger een overstromingsvlakte van de Dommel die ten westen, en de Hooidonkse Beek die ten zuiden ervan stroomt.
Er lopen geen doorgaande paden door het gebied. Wel is er een wandeling uitgezet vanuit het zuidelijk van de Breugelse Beemden gelegen gebied Heerendonk. Deze loopt om de Breugelse Beemden heen, langs de Hooidonkse Akkers en het Wilhelminakanaal. Men krijgt van daar uit een goed overzicht van het gebied.